# 林達普山
47°30′19″N 10°6′28″E / 47.50528°N 10.10778°E

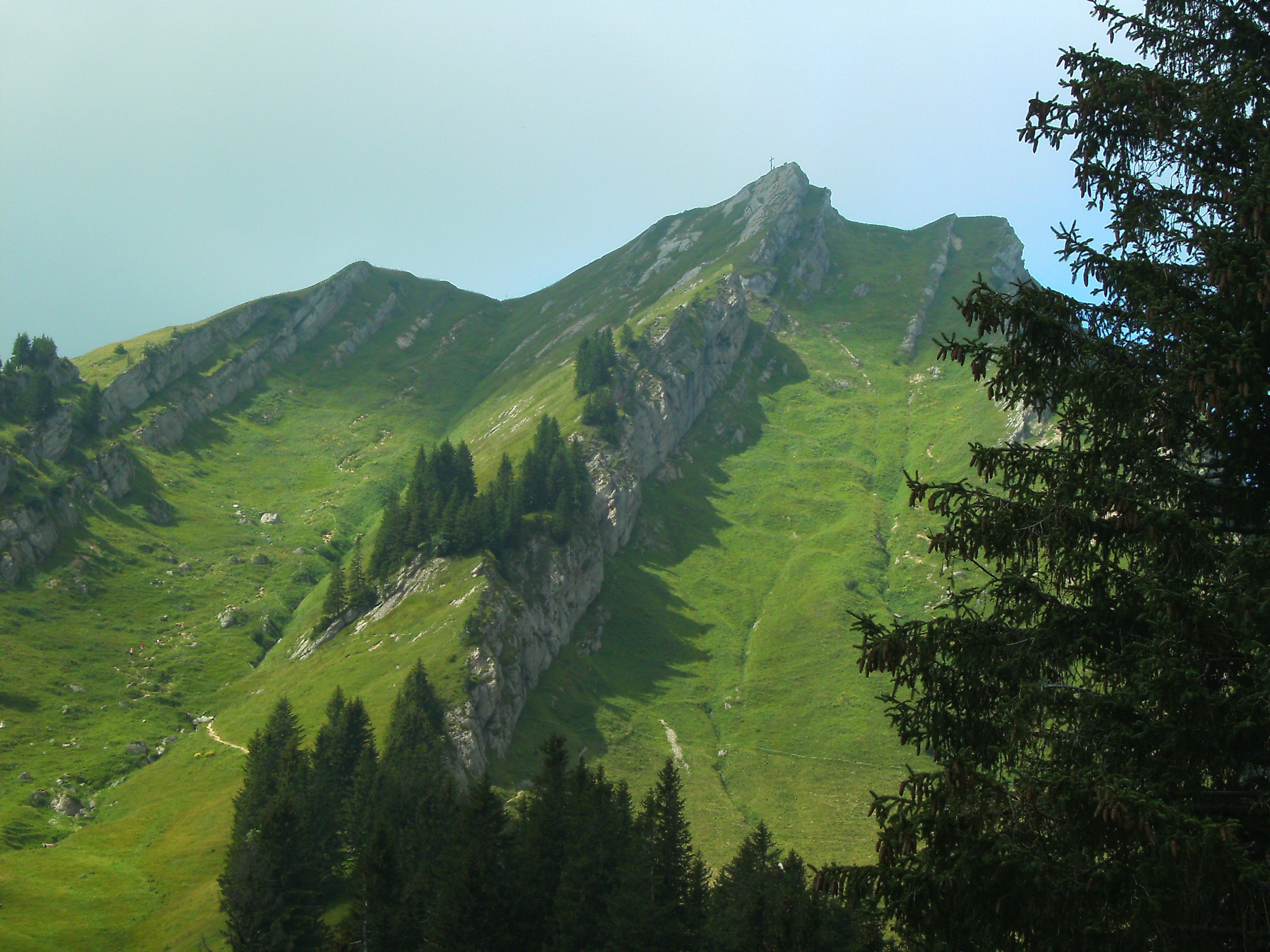

林達普山（德語：Rindalphorn），是德國的山峰，位於該國東南部，由巴伐利亞負責管轄，屬於阿爾高阿爾卑斯山脈的一部分，距離霍赫格拉特山2.3公里，海拔高度1,821米，每年平均降雨量1,730毫米。